# Zabrini
Los zabrinos (Zabrini) son una tribu de coleópteros adéfagos  perteneciente a la familia Carabidae. 

## Géneros
Tiene los siguientes géneros:
- Amara - Pseudamara - Zabrus[1]